# Sling (álbum)
Sling es el segundo álbum de estudio de la cantante estadounidense Clairo. Fue publicado el 16 de julio de 2021 a través de Fader, Republic e Interscope. Sirve como una continuación a su álbum debut, Immunity. El álbum fue anunciado el 11 de junio de 2021, junto con el lanzamiento del sencillo principal, «Blouse».

## Antecedentes y lanzamiento
El 20 de abril de 2020, se reportó que Clairo había comenzado a trabajar en la continuación de Immunity cuando ella compartió una captura de pantalla de una lista de reproducción titulada Album 2 (demos so far). Un demo, titulado «february 15, 2020 london, uk (demo)» y otro titulado «Everything I Know», el cual data de principios de abril de 2020.
Previo al anuncio del álbum, Clairo aportó con los coros en la canción de Lorde, «Solar Power» junto con Phoebe Bridgers. El 11 de junio de 2021, Clairo publicó el sencillo principal de Sling, «Blouse», la cual presenta coros de Lorde. Our Culture nombró a «Blouse» como una de las mejores canciones de la semana el 24 de junio de 2021. La canción fue interpretada en The Tonight Show Starring Jimmy Fallon.

## Composición
Sling ha sido descrita como una grabación de acoustic folk, folk rock, y baroque pop. «Blouse» ha sido descrita como una «balada aplastante» donde Clairo canta sobre una «guitarra acústica silenciosa» así como también en una «orquesta rítmica».

## Lista de canciones
Todas las canciones producidas por Clairo y Jack Antonoff, excepto donde está anotado. 
| Lista de canciones de Sling |                  |                               |                         |          |  |
| N.º                         | Título           | Escritor(es)                  | Productor(es)           | Duración |  |
| 1.                          | «Bambi»          | Clairo Cottrill Jack Antonoff |                         | 4:37     |  |
| 2.                          | «Amoeba»         | Cottrill Antonoff             |                         | 3:48     |  |
| 3.                          | «Partridge»      | Cottrill Antonoff             |                         | 3:13     |  |
| 4.                          | «Zinnias»        | Cottrill Antonoff             |                         | 2:54     |  |
| 5.                          | «Blouse»         | Cottrill                      |                         | 3:15     |  |
| 6.                          | «Wade»           | Cottrill                      |                         | 4:47     |  |
| 7.                          | «Harbor»         | Cottrill Sam Baker            | Cottrill Antonoff Baker | 4:24     |  |
| 8.                          | «Just for Today» | Cottrill                      |                         | 3:37     |  |
| 9.                          | «Joanie»         | Cottrill Antonoff             |                         | 4:45     |  |
| 10.                         | «Reaper»         | Cottrill                      |                         | 2:39     |  |
| 11.                         | «Little Changes» | Cottrill Antonoff             |                         | 2:40     |  |
| 12.                         | «Management»     | Cottrill                      |                         | 3:48     |  |

## Créditos
Músicos
- Claire Cottrill – voz principal, guitarra acústica
- Jack Antonoff – bajo eléctrico, guitarra eléctrica, mellotron, ingeniero de grabación, arreglos de cuerdas
- Evan Smith – flauta dulce, saxofón
- Eric Byers – violonchelo
- Bobby Hawk – violín
- Jake Passmore - bajo acústico, guitarra acústica, coros

Producción
- John Rooney – ingeniero de grabación
- Laura Sisk – ingeniero de grabación
- Chris Gehringer – ingeniero de masterización

## Posicionamiento
| Gráfica (2021)                  | Pico de posición |
| ------------------------------- | ---------------- |
| Australia (ARIA)                | 88               |
| Irlanda (IRMA)                  | 65               |
| Escocia (Scottish Albums Chart) | 16               |
| Reino Unido (UK Albums Chart)   | 73               |
| Estados Unidos (Billboard 200)  | 17               |